# Крауч-Энд (фильм)
«Крауч-Энд» (англ. «Crouch End») — вторая киноновелла из 8-серийной экранизации рассказов Стивена Кинга телеканала TNT, в первый раз показана 12 июля 2006 года.

## Сюжет
Сюжет с некоторыми изменениями основан на одноимённом рассказе Стивена Кинга из сборника «Ночные кошмары и фантастические видения». Молодая американская пара приезжает в Лондон и через некий портал оказывается в альтернативной, полной фантасмагории и ужаса, версии безлюдного города.